# Toppserien 2013
La Toppserien 2013 è stata la 30ª edizione della massima serie del campionato norvegese femminile di calcio. La competizione è iniziata il 13 aprile 2013 con la 1ª giornata ed è terminata il 16 novembre 2013 con i play-off promozione-retrocessione. La squadra campione in carica era lo LSK Kvinner – che aveva vinto il titolo per la prima volta nella sua storia nella stagione 2012 – mentre il successo finale è andato allo Stabæk.

## Stagione

### Formula
Le 12 squadre partecipanti si affrontano in un girone di andata e ritorno per un totale di 22 giornate.

La squadra campione di Norvegia ha il diritto di partecipare alla UEFA Women's Champions League 2014-2015 partendo dai sedicesimi di finale.

La penultima classificata affronta la seconda classificata in 1. divisjon nello spareggio promozione-retrocessione.

L'ultima classificata retrocede direttamente in 1. divisjon.

### Novità
La prima classificata della 1. divisjon 2012, l'Avaldsnes, è stato promosso al posto del retrocesso Fart. Il Medkila si è guadagnato il posto in Toppserien dopo aver sconfitto il Kattem nei play-off promozione-retrocessione.

## Squadre partecipanti
| Club            | Allenatore          | Città      | Stadio                  | Terreno                | Capacità | Posizione 2014          |
| --------------- | ------------------- | ---------- | ----------------------- | ---------------------- | -------- | ----------------------- |
| Amazon Grimstad | Margunn Haugenes    | Grimstad   | Levermyr Stadion        | Erba naturale          | 2 010    | 10º posto in Toppserien |
| Arna-Bjørnar    | Morten Kalvenes     | Arna       | Arna Idrettspark        | Erba naturale          | 1 100    | 3º posto in Toppserien  |
| Avaldsnes       | Roar Wold           | Avaldsnes  | Avaldsnes Idrettssenter | Erba naturale          | 1 000    | 1º posto in 1. divisjon |
| Klepp           | Tommy Velde         | Klepp      | Klepp Stadion           | Sintetico misto erba   | 2 505    | 7º posto in Toppserien  |
| Kolbotn         | David Brocken       | Kolbotn    | Sofiemyr Stadion        | Erba naturale          | 3 400    | 5º posto in Toppserien  |
| LSK Kvinner     | Monica Knudsen      | Lillestrøm | LSK-hallen              | Sintetico misto erba   | 2 300    | Campione di Norvegia    |
| Medkila         | Roy Berntsen        | Harstad    | Harstad Stadion         | Sintetico misto sabbia | 4 000    | 2º posto in 1. divisjon |
| Røa             | Geir Nordby         | Oslo       | Røa Kunstgress          | Erba sintetica         | 543      | 4º posto in Toppserien  |
| Sandviken       | Øyvind Nordtveit    | Bergen     | Stemmemyren Kunstgress  | Erba sintetica         | 1 000    | 6º posto in Toppserien  |
| Stabæk          | Øyvind Eide         | Bærum      | Nadderud Stadion        | Erba naturale          | 7 000    | 2º posto in Toppserien  |
| Trondheims-Ørn  | Thomas Dahle        | Trondheim  | DnB Arena               | Erba sintetica         | 2 000    | 9º posto in Toppserien  |
| Vålerenga       | Cecilie Berg-Hansen | Oslo       | Vallhall Arena          | Erba sintetica         | 5 500    | 8º posto in Toppserien  |

## Classifica
|                     | Pos. | Squadra         | Pt | G  | V  | N | P  | GF | GS | DR  |
| ------------------- | ---- | --------------- | -- | -- | -- | - | -- | -- | -- | --- |
| Norvegia (bandiera) | 1.   | Stabæk          | 55 | 22 | 17 | 4 | 1  | 64 | 9  | +55 |
|                     | 2.   | LSK Kvinner     | 49 | 22 | 15 | 4 | 3  | 51 | 18 | +33 |
|                     | 3.   | Arna-Bjørnar    | 38 | 22 | 10 | 8 | 4  | 39 | 24 | +15 |
|                     | 4.   | Avaldsnes       | 33 | 22 | 10 | 3 | 9  | 39 | 33 | +6  |
|                     | 5.   | Vålerenga       | 32 | 22 | 8  | 6 | 8  | 41 | 37 | +4  |
|                     | 6.   | Kolbotn         | 31 | 22 | 9  | 4 | 9  | 39 | 42 | -3  |
|                     | 7.   | Trondheims-Ørn  | 30 | 22 | 9  | 3 | 10 | 39 | 49 | -10 |
|                     | 8.   | Røa             | 28 | 22 | 7  | 7 | 8  | 25 | 33 | -8  |
|                     | 9.   | Medkila         | 26 | 22 | 7  | 5 | 10 | 27 | 44 | -17 |
|                     | 10.  | Klepp           | 21 | 22 | 6  | 3 | 13 | 29 | 50 | -21 |
|                     | 11.  | Amazon Grimstad | 15 | 22 | 3  | 6 | 13 | 22 | 39 | -17 |
|                     | 12.  | Sandviken       | 7  | 22 | 3  | 1 | 18 | 19 | 56 | -37 |

Legenda:

      Campione di Norvegia e ammessa alla UEFA Women's Champions League 2014-2015

 Ammessa allo spareggio promozione-retrocessione

Tre punti a vittoria, uno a pareggio, zero a sconfitta.
La classifica viene stilata secondo i seguenti criteri:
- Punti conquistati
- Differenza reti generale
- Reti totali realizzate
- Punti conquistati negli scontri diretti
- Differenza reti negli scontri diretti
- Reti realizzate in trasferta negli scontri diretti (solo tra due squadre)
- Reti realizzate negli scontri diretti
- play-off (solo per decidere la squadra campione, l'ammissione agli spareggi e le retrocessioni)

## Spareggi

### Play-off promozione-retrocessione
|                 |       |                 | Città e data                |
| --------------- | ----- | --------------- | --------------------------- |
| Amazon Grimstad | 1 – 2 | Sarpsborg 08    | Grimstad, 9 novembre 2013   |
| Sarpsborg 08    | 0 – 2 | Amazon Grimstad | Sarpsborg, 16 novembre 2013 |

## Statistiche

### Classifica marcatori
| Gol |  |  | Giocatore               | Squadra         |
| --- |  |  | ----------------------- | --------------- |
| 19  |  |  | Elise Thorsnes          | Stabaek         |
| 12  |  |  | Emilie Haavi            | Lillestrom      |
| 11  |  |  | Cecilie Pedersen        | Avaldsnes       |
| 10  |  |  | Trine Lise Åvik         | Amazon Grimstad |
| 10  |  |  | Cathrine Dekkerhus      | Stabaek         |
| 10  |  |  | Caroline Graham Hansen  | Stabaek         |
| 10  |  |  | Hólmfríður Magnúsdóttir | Avaldsnes       |
| 9   |  |  | Line Krogedal Smørsgård | Klepp           |